# Kantförgätmigej
Kantförgätmigej (Myosotis nemorosa) är en strävbladig växtart som beskrevs av Wilibald Swibert Joseph Gottlieb von Besser. Enligt Catalogue of Life ingår Kantförgätmigej i släktet förgätmigejer och familjen strävbladiga växter, men enligt Dyntaxa är tillhörigheten istället släktet förgätmigejer och familjen strävbladiga växter. Enligt den finländska rödlistan är arten nära hotad i Finland. Det är osäkert om arten förekommer i Sverige. Artens livsmiljö är strandängar vid sötvatten. Inga underarter finns listade i Catalogue of Life.

## Bildgalleri

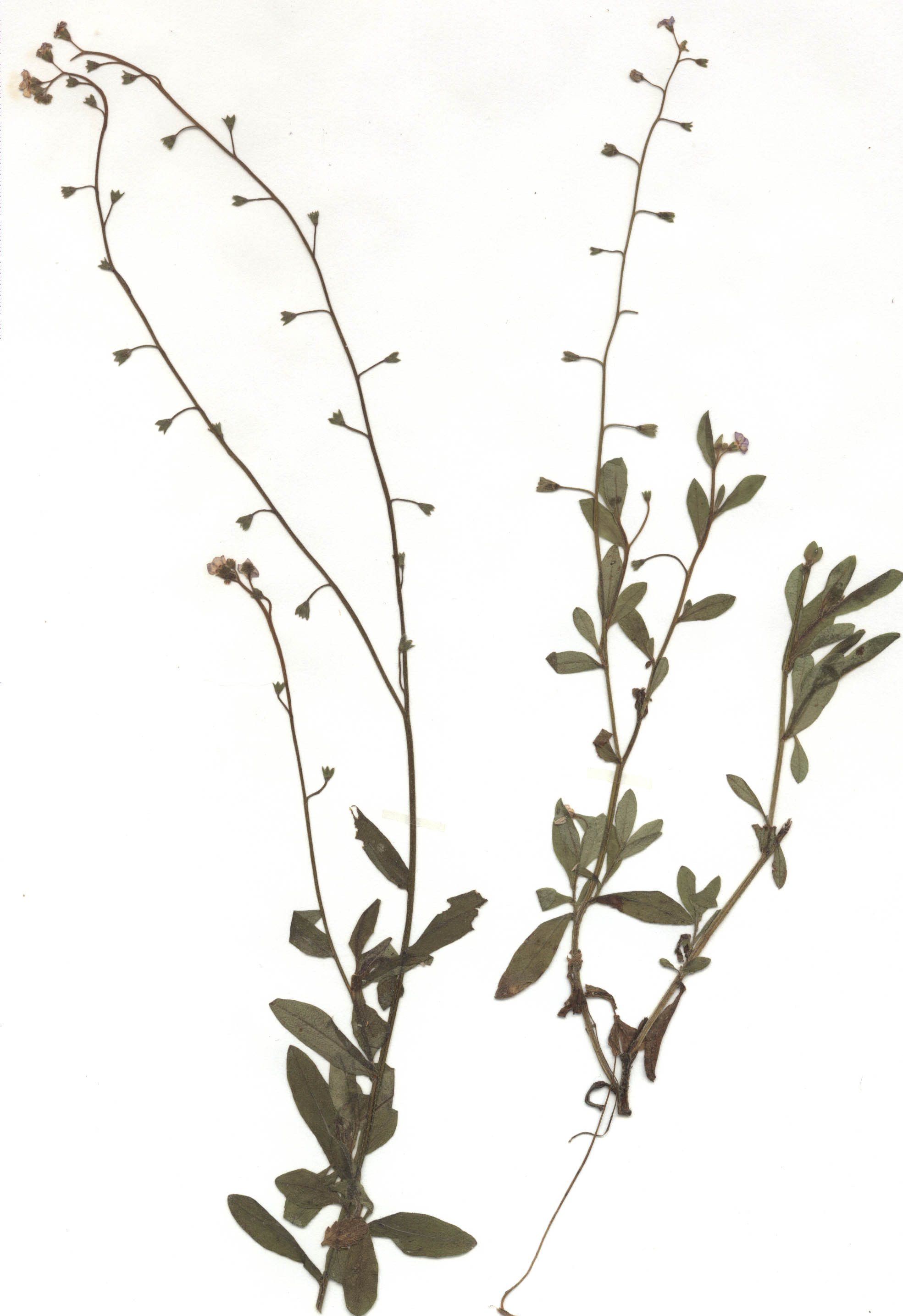